# Kevin Medel
Kevin Felipe Medel Soto (Conchalí, Chile, 24 de mayo de 1996) es un futbolista profesional chileno que se desempeña como volante de contención y actualmente milita en Deportes Santa Cruz de la Primera B de Chile.
Es hermano menor del futbolista chileno Gary Medel.

## Inicios
Kevin Medel surgió como futbolista en las divisiones inferiores del Club Deportivo Universidad Católica, club al que llegó desde muy pequeño. Con el pasar de los años fue destacando en las inferiores de la escuadra estudiantil, siendo una de las principales figuras de la sub 17, 18 y 19 de su equipo y del Fútbol Joven de Chile.
A pesar de sus destacadas actuaciones, Kevin no fue promovido al primer equipo de Universidad Católica, por lo que los dirigentes del equipo decidieron enviarlo a préstamo a San Marcos de Arica con el fin de que adquiera experiencia fuera de San Carlos de Apoquindo.

### San Marcos de Arica
El 18 de julio se confirma que Kevin es enviado a préstamo a San Marcos de Arica de la Primera División de Chile. En su estadía dentro del club fue poco gravitante, jugando 6 de 15 posibles y solo uno siendo titular en una oportunidad, una vez acabado el préstamo a final del clausura 2015/16, San Marcos de Arica desciende a la Primera B.

### Everton de Viña de Mar
El 25 de julio de 2016 llega a Everton, donde tendrá un gran competencia con Diego Rojas, Sebastián Leyton y el mexicano Nahum Gómez, el cual es la promesa de México. En este club se encontrará con su compañero de selecciones menores Dilan Zúñiga Tras un inicio sin muchas oportunidades, con la llegada de Pablo Sánchez, Kevin tomaría un rol protagónico situándose como un indiscutido en el equipo titular del club, destacando sobre todo sus actuaciones en Copa Chile (donde llegarían a la final), y en la edición centenaria del Clásico porteño, donde nuevamente vencerían a Santiago Wanderers en Playa Ancha en condición de visitantes, siendo Kevin junto a su compañero Rodrigo Echeverría (autor del único gol) las grandes figuras del encuentro.

## Selección nacional

### Selecciones menores
Durante el año 2011, fue llamado por José Calderón a la selección chilena sub-15 y participó del Sudamericano Sub-15 disputado en Uruguay, certamen donde el combinado chileno quedó eliminado en primera fase, destacándose la anotación de Kevin frente a Argentina.
En marzo de 2013, fue convocado por Mariano Puyol para disputar el Sudamericano Sub-17 de Argentina, durante el mes de abril del mismo año. En dicho certamen, jugó tres compromisos y anotó un gol, siendo su selección eliminada en primera ronda, tras completar tres empates y una derrota.
El día 29 de julio de 2017, fue incluido en la nómina de 20 jugadores de proyección, categoría sub-21, que militan en el medio local, dada a conocer por la ANFP de cara a un encuentro amistoso a disputarse el 1 de septiembre del mismo año contra la selección francesa sub-21 en el Estadio Parque de los Príncipes de París. El equipo será dirigido por el entrenador de la selección chilena sub-20, Héctor Robles, en coordinación con el personal de la selección absoluta, en un trabajo de preparación que contará con la observación del cuerpo técnico que encabeza Juan Antonio Pizzi y que tiene por objeto visualizar deportistas que puedan ser considerados para incorporarse paulatinamente a la selección adulta.

#### Participaciones en Sudamericanos
| Torneo                      | Sede      | Resultado    | Partidos | Goles |
| --------------------------- | --------- | ------------ | -------- | ----- |
| Sudamericano Sub-17 de 2013 | Argentina | Primera fase | 3        | 1     |

### Selección adulta
En 2014, fue considerado por Jorge Sampaoli en la lista de 19 jugadores que viajaron a Brasil en calidad de sparrings para participar de la preparación de la selección absoluta de cara a la Copa del Mundo Brasil 2014.

## Estadísticas
Actualizado al último partido disputado el 13 de noviembre de 2021.
| Club                              | Div.             | Temporada        | Liga  | Liga  | Copas nacionales | Copas nacionales | Torneos internacionales | Torneos internacionales | Total | Total |
| Club                              | Div.             | Temporada        | Part. | Goles | Part.            | Goles            | Part.                   | Goles                   | Part. | Goles |
| --------------------------------- | ---------------- | ---------------- | ----- | ----- | ---------------- | ---------------- | ----------------------- | ----------------------- | ----- | ----- |
| San Marcos de Arica · Chile       | 1.ª              | 2015-16          | 11    | 0     | 1                | 0                | —                       | —                       | 12    | 0     |
| San Marcos de Arica · Chile       | Total club       | Total club       | 11    | 0     | 1                | 0                | 0                       | 0                       | 12    | 0     |
| Everton · Chile                   | 1.ª              | 2016-17          | 17    | 0     | 7                | 0                | 1                       | 0                       | 25    | 0     |
| Everton · Chile                   | 1.ª              | 2017             | 8     | 0     | 1                | 0                | —                       | —                       | 9     | 0     |
| Everton · Chile                   | 1.ª              | 2018             | 12    | 0     | 2                | 0                | 2                       | 0                       | 16    | 0     |
| Everton · Chile                   | Total club       | Total club       | 36    | 0     | 10               | 0                | 3                       | 0                       | 50    | 0     |
| Deportes La Serena · Chile        | 2.ª              | 2019             | 22    | 2     | 3                | 0                | —                       | —                       | 25    | 2     |
| Deportes La Serena · Chile        | 1.ª              | 2020             | 26    | 0     | —                | —                | —                       | —                       | 26    | 0     |
| Deportes La Serena · Chile        | Total club       | Total club       | 48    | 2     | 3                | 0                | 0                       | 0                       | 51    | 2     |
| Universidad de Concepción · Chile | 2.ª              | 2021             | 25    | 0     | —                | —                | —                       | —                       | 25    | 0     |
| Universidad de Concepción · Chile | Total club       | Total club       | 25    | 0     | 0                | 0                | 3                       | 0                       | 25    | 0     |
| Total en carrera                  | Total en carrera | Total en carrera | 121   | 2     | 14               | 0                | 3                       | 0                       | 138   | 2     |
| 1. 2. 3.                          |                  |                  |       |       |                  |                  |                         |                         |       |       |